# Mosslik

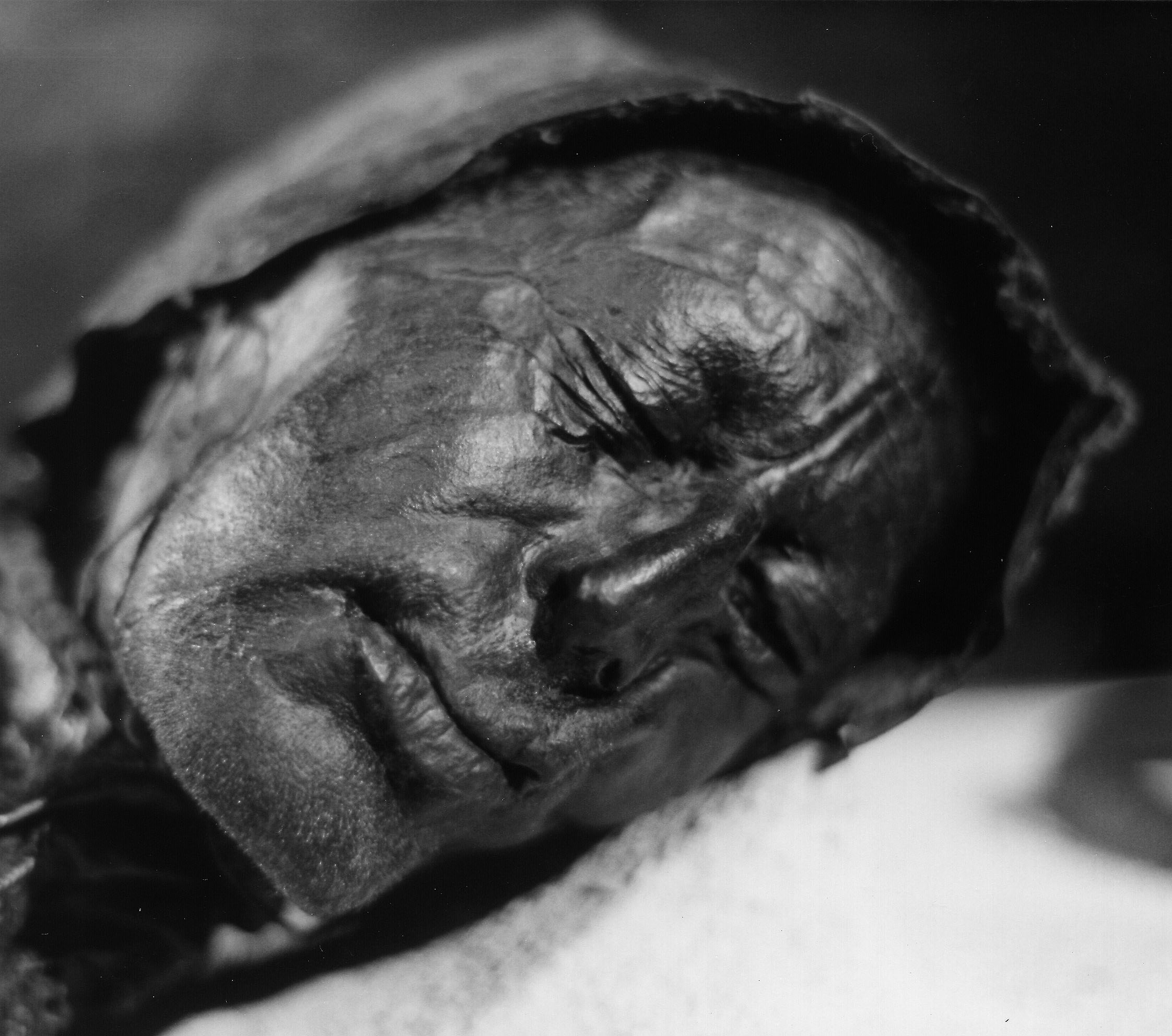
Mossliket Tollundmannen på Silkesborg museum i Danmark, ca 300 f.Kr.

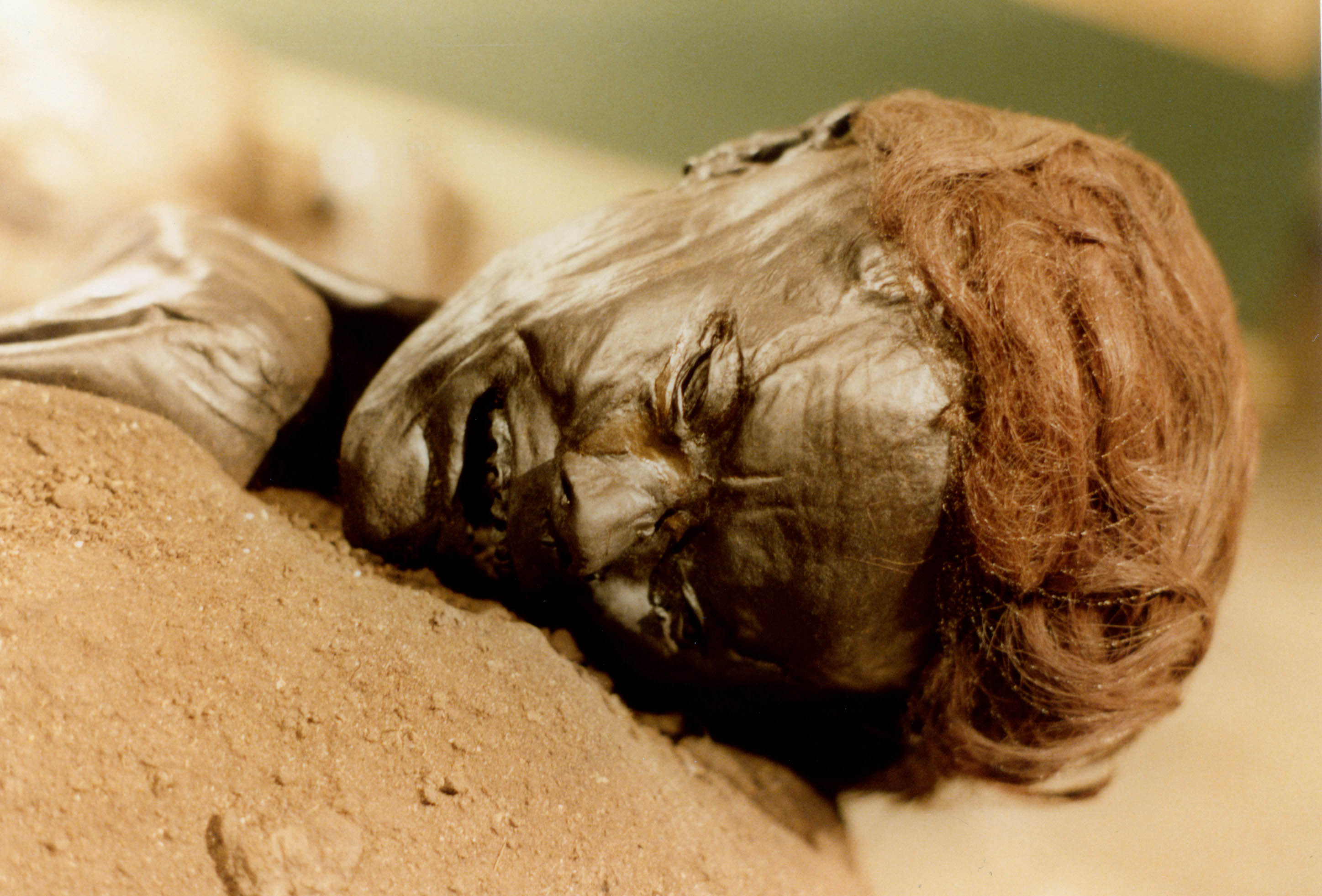
Mossliket Grauballemannen på Moesgård museum i Danmark från 375-255 f.Kr.

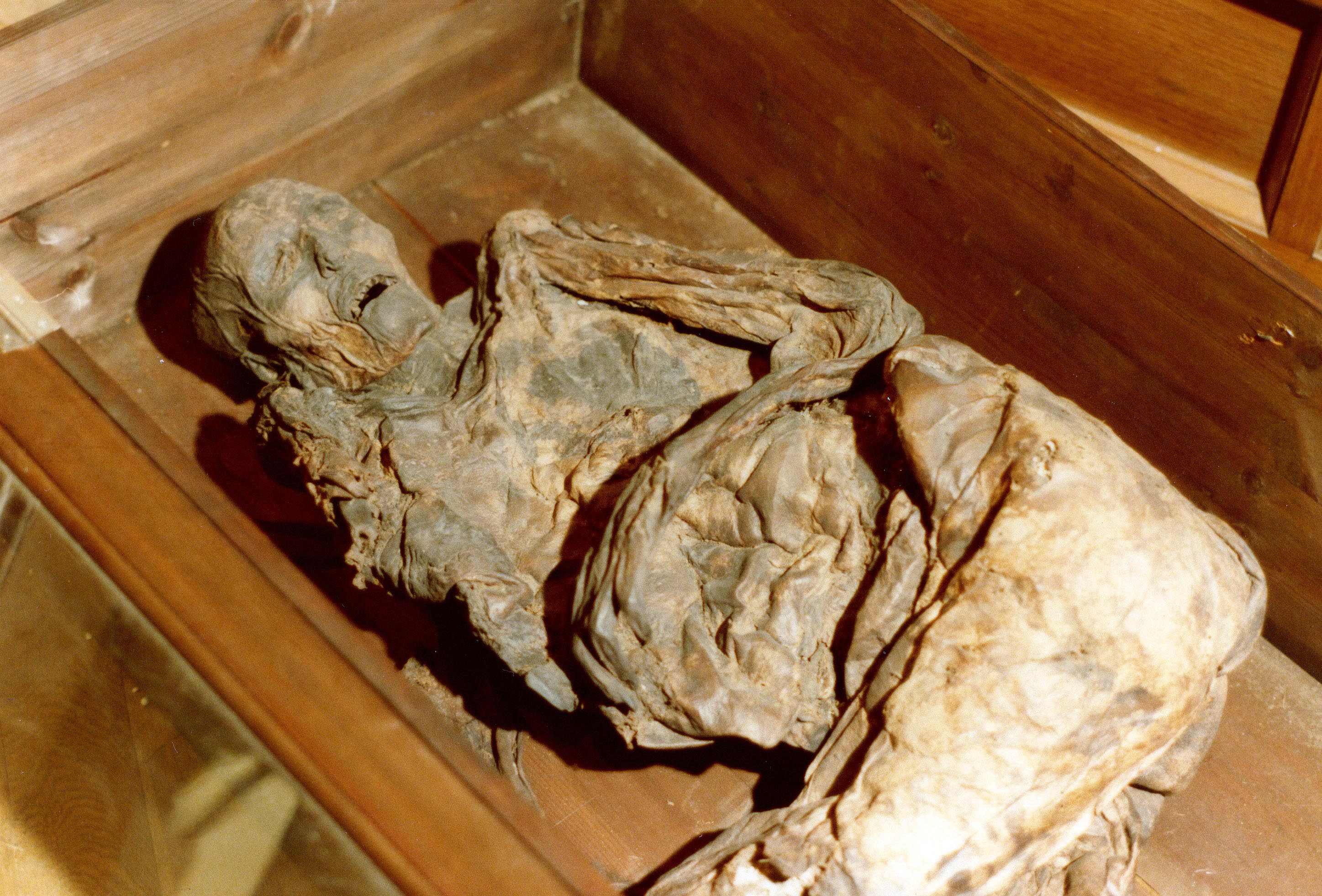
Huldremosekvinnan i Danmark från ca 300 e.Kr.

Mosslik är kvarlevor i mossar av forntida människor. Mjukdelarna bevaras väl i mossar, på grund av markens beskaffenhet. I Danmark och norra Tyskland har ett flertal mosslik hittats. Från bronsåldern, tiden runt 1300 f Kr, har man även i gravhögar i Jylland i Danmark påträffat döda liggande i välbevarade uthuggna ekkistor. Såväl kläder som skelett och hår har bevarats. De finns nu på Nationalmuseet i Köpenhamn.
Till skillnad från bronsålderslik, där endast ben och hår bevarats, har hela människokroppar bevarats i fynd från tiden runt Kristi födelse. Människorna har en gång avrättats eller offrats varefter kropparna grävts ner i mossar. Det är mossarnas bevarande syror som i sin helhet konserverat kropparna; man kan till och med få reda på vad den sista måltiden bestått av.
De senaste 60 åren har ytterst få mosslik påträffats. Dels är torvtäkt betydligt ovanligare idag än tidigare, dels sker täkten maskinellt och i stället för manuellt, och chansen att ett lik i mossen skulle observeras under processen är betydligt mindre.
På 1960-talet räknade man till 166 dokumenterade mosslik påträffade i Danmark, 69 i Slesvig och Holstein, 5 i Hamburgstrakten, 141 i Niedersachsen och Bremen samt 48 i Nederländerna. Från England och Wales kände man till 41, Skottland 15 och Irland 19 fynd. I Norge kände man till 9 och i Sverige 16 mosslik.

## Mosslik i Danmark
I Moesgård Museum söder om Århus i Jylland ligger Grauballemannen. Han har fått halsen avskuren och sedan begravts. På Silkeborgs museum i Mittjylland ligger det kanske mest kända av mossliken, Tollundmannen. Mannen har blivit hängd innan kroppen begravdes i en mosse. En stor samling mosslik finns utställda på Schloss Gottorp nära Slesvig i norra Tyskland.
Bland de många mossfynden kan nämnas:
- Den 4 juni 1773 påträffades en manskropp i en mosse i Ravnholts domsaga. Kroppen var helt naken, sånär som på ett fårskinn över huvudet. Halsen var avskuren. Kvistar hade placerats över kroppen för att hindra honom att flyta upp. Kroppen finns inte bevarad, men allt visar på att det handlade om ett forntidsfynd.

- År 1797 påträffades vid torvtäkt en manskropp i Undelevs mosse i sydvästra Jylland. Kroppen var klädd med två skinnkragar, och på ena foten fanns en sko av kohud, sammanbunden med läderremmar. Vid den dödes sida låg tre hasselkäppar. Han började snart falla ihop i solgasset och begravdes snarast på Holbøls kyrkogård.

- Dronning Gunhild, den 20 oktober 1835 påträffades en kvinnokropp i Juthe mosse, nära säteriet Haraldskjær. Kvinnan var fäst med träkrokar i det som tidigare varit sjöns botten och över kroppen hade grenar fästa med träkrokar placerats. Hon var iklädd rester av yllekläder och med ett hårnät över sitt bruna hår. Fyndet kom först att identifieras som den norska drottningen Gunhild, som enligt en sägen skulle ha lockats till Danmark och dränkts av Harald Blåtand. Jens Jacob Worsaae var den som kunde visa att kvinnan inte stammade från vikingatiden och att det rörde sig om ett äldre mosslik.

- I juli 1842 påträffades en kvinnokropp i Fraeer mosse i Himmerland. Kvinnan låg med ansiktet nedåt iförd en ylleklänning, som tillsammans med en sko med kvarvarande fot, skickades till Nationalmuseet. Skon av läder var gjord i två lager och hopsydd med tunna lädersnoddar. Över vristen var den hopbunden med en rem och över ankeln med en lädersnodd.

- År 1843 påträffades en kvinnokropp utanför Corselitze på Falster. Kvinnan var nedbruten och endast benen och det långa ljusa håret återstod. Fyndet är ett av de få som innehållit smycken - en bronsnål och sju glaspärlor, som daterar graven till omkring 300 e. Kr.

- År 1886 påträffades ett mosslik vid Rønberg i Västjylland. Kroppen, liksom två tidigare mossliksfynd, begravdes, men de medföljande föremålen, en knivslida, en huva och en kappa av fårskinn skickades till Nationalmuseet i Köpehamn.

- Huldremossekvinnan, år 1879 påträffades en kvinnokropp i Huldremosse vid Ramten på Djursland. Den högra armen var avbruten, medan den vänstra låg inkrökt över bröstet och fastbunden med en läderrem. Närmast kroppen bar hon en lammskinnskrage och en liknande krage bars ytterst på överkroppen. På underkroppen bar hon en rutig kjol i ylle som hölls samman kring livet av en läderrem. En huvudduk i samma material täckte hennes huvud och hals och hölls ihop av en nål av fågelben. Inlindat i skinn av en urinblåsa hittade man även en lång lädersnodd och ett vävt hårband i ylle. I en ficka låg en hornkam, som genom sin typ daterar kvinna till äldre järnålder. I graven fanns även några yllesnoddar, den ena sammanflätad av två trådar, den andra trädd igenom av två bärnstenspärlor. Senare påträffades ännu en klädedräkt i mossen nära platsen där kvinnan återfanns.

- År 1893 påträffades ett mosslik vid Røbeck på Nordjylland. Personerna trodde att det rörde sig om en död gårdfarihandlare som mördats av traktens lokale gangster, Ni-Kristian. Av rädsla för denne återbegravde man den döde i en plankkista på samma plats. År 1963 grävdes kroppen upp på nytt och historien från 1893 uppenbarade sig. Mossliket var nu kraftigt nedbrutet, och endast några ben, rester av hår och en läderhuva fanns i behåll.

- Ardenflickan, i juni 1942 påträffades en kvinnokropp i Bredmosse vid Storarden. Man trodde först att det handlade om ett mord och polis tillkallades, men efter undersökning visade sig kvinnan vara forntida, troligen från järnålderns mitt. Hennes hår var mörkblont och samlat i två flätor, som legat i en krans på hjässan och varit omlindade med yllesnören. Över håret hade hon burit en flätad mössa, fasthållen av hakband. Under kroppen låg ett av två delar hopsytt stycke ylletyg, vid vänstra sidan ett stycke finare väv och vid huvudet en rutig duk.

- Borremosemannen, år 1946 påträffades ett manslik i Borremoses södra del, Aars socken, inte långt från den plats där Gundestrupskitteln påträffades. Borremosemannen hade placerats sittande med benen korsade under sig. Hans skalle hade krossats i forntiden. Han hade begravts naken, endast med en snara om halsen. Vid hans fötter låg två kappor sammanfogade av ljusa och mörka fårskinn. Under huvudet låg en tyglapp.

- Den 27 juni 1947, bara ett år efter fyndet av Borremosemannen, påträffades ett nytt mosslik i Borremose, denna gång en kvinna. Hennes skalle hade krossats och runt halsen låg en snara i vilken var fäst en bärnstenspärla och en bronsplatta. Den döda var placerad på ett underlag av näver. Överkroppen var bar, men underkroppen var täckt med ett täcke, en sjal och olika bruna ylletygstycken. Över kroppen hade placerat några långa björkkäppar och vid sidan av henne fanns benrester efter ett spädbarn. Vad som även var ovanligt var fynden av en lerkruka intill kroppen. Kvinnan levde i tiden kring början av vår tideräkning.

- Den 8 maj 1950 hittades Tollundmannen.

- Den 26 april 1952 hittades Grauballemannen.

## Mosslik i Sverige
Alfred Dieck, som sammanställde mossfyndförekomster i olika länder, räknade upp 16 fynd från Sverige. I själva verket är de många fler. I den torrlagda Skedemosse på Öland som undersöktes från 1959 av Ulf Erik Hagberg påträffades förutom stora mängder guldföremål, vapen och djurben som offrats i mossen även människoskelett. I Röekillorna i sydöstra Skåne som undersöktes 1960-62 har förutom kärl med matvaror och djur även människokroppar offrats. Dessa fynd härrör dock från neolitikum.
- Hallonflickan (från yngre stenålder) på Falbygdens museum är ett skelettfynd hittat i en mosse.

- Från medeltid och senare tid finns också människolämningar, mer eller mindre väl bevarade. I Sverige finns Bockstensmannen på Hallands kulturhistoriska museum i Varberg, som är det enda fynd som i fråga om bevarandetillstånd kan mäta sig med de danska fynden. Detta fynd härrör dock från 1300-talet.

## Mumier
I den så kallade Blykällaren i Bremens domkyrka finns ett flertal 1400-talsmumier. I Faarvejle kyrka på Själland ligger mumien efter James Hepburn, 4:e earl av Bothwell, den skotska drottningen Maria Stuarts man, som dog på 1570-talet.